# جيم هينسلي
جيم هينسلي (بالإنجليزية: Jim Hensley)‏ هو شخصية أعمال أمريكي، ولد في 12 أبريل 1920 في سان أنطونيو في الولايات المتحدة، وتوفي في 21 يونيو 2000 في فينيكس في الولايات المتحدة.